# Ondernemend management
Ondernemend management is de stijl van leidinggeven (management) waarbij de leiders van een organisatie de werknemers stimuleren hun inventieve en creatieve ideeën om te zetten in concrete innovatieve initiatieven. De term heeft in het gebruik betrekking op het bevorderen van een ondernemende houding bij het bestuur juist de andere werknemers. Het kan ook betekenen dat het ondernemerschap van beide wordt bevorderd en op elkaar afgestemd.

## Achtergrond
De achterliggende overtuiging van ondernemend management is dat veel ideeën op de werkvloer het potentieel hebben om tot vernieuwende, innovatieve, zaken te komen, maar dat dit potentieel in de dagelijkse praktijk zelden worden benut. Het stimuleren van ondernemerschap bij de werknemers zou volgens aanhangers van ondernemend management leiden tot betere benutting van dit potentieel. Critici twijfelen aan deze ideële overweging en menen dat het ondernemend management slechts een tijdelijke hype is.
Van organisaties in rijke landen wordt tegenwoordig, om in de concurrerende markt te overleven, gevraagd om zowel doelmatig als doeltreffend te werken. Doelmatig vraagt het optimaliseren van de productie. Doeltreffend vraagt om ruimte voor innovatie. Optimaliseren van beide is volgens huidige inzichten in de organisatiekunde mogelijk wanneer er ruimte wordt gegeven voor ondernemerschap van de werknemers.

## Kenmerken
Het vaststellen of er sprake is van een ondernemend management gebeurt aan de hand van de volgende kenmerken;
- Het ondernemerschap door werknemers is opgenomen in de strategie en visie van de organisatie.[3]
- Het beeld van de medewerkers over het eigen ondernemerschap correspondeert met de visie van de organisatie.[4]
- De strategie van leidinggeven is gericht op het geven van creatieve vrijheid, maar sluit tegelijkertijd vrijblijvendheid in het afgesproken resultaat uit.[5]
- De organisatie heeft meerdere initiatieven die zijn opgezet door medewerkers geïmplementeerd.
- Er is expliciet aandacht, bijvoorbeeld in het personeelsbeleid, voor de ontwikkeling van de afstemming van creativiteit, inventiviteit en sociale vaardigheden, zodanig dat het nemen van initiatief wordt ondersteund en beloond.[6]

Een belangrijke kenmerk is de nadruk op opbrengst. In een organisatie met een ondernemend management spreken leidinggevenden heldere en meetbare doelstellingen af met de omgeving, met elkaar of met de medewerkers. Ze komen alleen in actie indien deze doelstellingen niet worden gehaald..